# Ray Davies (cầu thủ bóng đá, sinh năm 1931)
Ray Davies (sinh ngày 3 tháng 10 năm 1931, Wallasey) là một cầu thủ bóng đá thi đấu ở vị trí tiền vệ chạy cánh cho Tranmere Rovers. Davies dành toàn bộ sự nghiệp ở câu lạc bộ, có 120 lần ra sân tại Football League trong 7 mùa giải.